# Centro de Tradições Nordestinas
O Centro de Tradições Nordestinas – CTN é um dos maiores pontos de concentração da cultura nordestina na cidade de São Paulo, tendo como finalidade a difusão da cultura nordestina o que o torna um ponto de encontro dos migrantes nordestinos Inicialmente a Rádio Atual, criada em 15 de novembro de 1990 pelo então deputado federal José de Abreu, tem as músicas típicas nordestinas como principal atrativo o que concedeu para a rádio um terceiro lugar na audiência em pouco tempo. O sucesso fazia com que o público se deslocasse até as imediações com interesse de conhecer os artistas que ali se apresentavam. Levavam consigo refeições (marmitas) para ali almoçarem, surge então a ideia de criar um local com uma infraestrutura mais adequada aos seus frequentadores. Um espaço de encontro e  convivência onde o ponto forte seria a valorização cultural pela vivência dos aspectos pitorescos do Nordeste: música, culinária, religião, danças e artesanato.

## Descrição
Em uma visita ao CTN, no bairro do Limão, São Paulo, é possível se deparar com as diversas opções da cultura nordestina. A principal busca no enorme espaço, com várias atrações, dá-se pelas comidas típicas oferecidas em uma vasta praça de alimentação, onde se pode encontrar da simples e deliciosa tapioca aos pratos mais requintados da região do nordeste do país. Enquanto se aprecia toda a diversidade da culinária é possível prestigiar em um grande palco a apresentação de artistas com músicas tradicionais, como o forró, xote e baião, que acaba por fazer muitas pessoas dançarem no espaço central do enorme restaurante.
Não muito difícil observar que o público é bastante vasto e não formado apenas por nordestinos e descendentes, mas por muitos paulistas e até mesmo estrangeiros, que vêm ao espaço em busca da culinária e de diversão. Para as crianças é reservado um parque de diversões com várias opções de brinquedos e brinquedoteca. A fé e a religião também estão presentes no CTN, logo na entrada, tem uma igreja católica, de Imaculada Conceição, a qual foi inaugurada em 1998, onde os fiéis acompanham as missas e elevam suas preces no confortável espaço. Ao falar de religião não se pode deixar de citar duas personalidades, um casal de artesões, que por incrível que pareça de origem gaúcha demonstrando toda diversidade que o espaço proporciona. José Carlos Marta Melo e sua esposa Sônia Melo, como assinam suas obras expostas no segundo piso do CTN que também ficam localizadas pequenas lojas de suvenires e artesanatos. Expõem obras de arte esculpidas em madeira, principalmente de imagens dos Santos e sincretismos das religiões africanas.
Estes e outros tipos de comidas típicas do nordeste brasileiro, você poderá encontrar no CTN, em seus diversos restaurantes.

## Projetos sociais
O CTN possui diversas ações sociais para a comunidade e para seus frequentadores, segue abaixo alguns de seus programas.
- Feira de Artesanato O CTN dispõe de uma feira de artesanato que acontece todos os sábados das 11H ás 18H e nos domingos até 20H. A feira exibe trabalhos como artes em madeira, peças de decoração, brinquedos e bijuterias.[11]
- Viva Leite O CTN junto á Secretaria de Desenvolvimento Social do Governo de São Paulo, fazem distribuição de leite á famílias com renda mensal de até dois salários mínimos com crianças de 06 meses a 06 anos de idade, sendo distribuídos até 15 litros de leite para cada família por mês.[14]
- Brinquedoteca e berçário Em julho de 2012 foi criado o berçário e brinquedoteca do CTN, onde as crianças podem ficar enquanto seus pais visitam seu espaço.[15]
- Brinquedoteca – para crianças a partir de 02 anos de idade e possui atividades como histórias, musicas, jogos, games, filmes e muito mais.
- Berçário – espaço para crianças recém-nascidas até 02 anos, o espaço é utilizado para troca de fraldas, amamentação, descanso e entretenimento.[16]
- Mural de empregos Em sua página na internet, possui um mural de empregos onde é selecionado e anunciado vagas para diversos perfis.
- Casamento comunitário No ano de 2011 o CTN junto á Secretaria do Estado de São Paulo, oficializou em seu 1° casamento comunitário coletivo 24 casais em união.[17]

No ano de 2013 ouve o 2° casamento coletivo e em 2014 haverá o 3° casamento coletivo no CTN.
- Casamento comunitário de pessoas do mesmo sexo. No ano de 2012 foi realizado uma cerimônia simbólica de casamento para pessoas do mesmo sexo a 47 casais, porém não era reconhecido pelo cartório. Entretanto no ano de 2013 o casamento passou a ser reconhecido em cartório.[18]